# NGC 2315
NGC 2315 je galaksija u zviježđu Risu.

## Vanjske poveznice
- SEDS: NGC 2315